# 荒谷直之介
荒谷 直之介（あらたに なおのすけ、明治35年（1902年）5月11日 - 平成6年（1994年）2月18日）は、日本の水彩画家。本名、直之助。日展評議員、参与を勤めた。
水彩では困難とされていた人物表現にこだわった昭和を代表する水彩画家。

## 年譜
明治35年（1902年）5月11日、富山県富山市南田町に父鶴次郎、母コトの次男として生まれる。
早くから画家を志し、赤城泰舒に師事する。その後、葵橋洋画研究所で黒田清輝らに学ぶ。
昭和11年（1936年）に日本水彩画会の第一賞を受賞、昭和15年（1940年）には昭和洋画奨励賞を受賞し、水彩画家としての頭角を現す。1940年には小堀進や春日部たすくらとともに「水彩連盟」を結成する。
昭和21年（1946年）、一水会の会員となる。
昭和43年（1968年）より千葉県佐倉市にアトリエ、のちに住所を転居し、以後26年間、佐倉市上志津に住んでいた。
平成6年（1994年）2月18日、死亡。享年91歳。

## 作品
- 「少女立像」
- 「三人の像」
- 「ねむれる児」
- 「天草をとる海女/模型飛行機で遊ぶ二人の男の子」両面
- 「少女双姿」
- 「水郷」
- 「十二町潟」
- 「支那服の少女」
- 「雲はるる薬師岳」
- 「五箇山の娘たち」
- 「扇をもつみどり」
- 「慶びの日に」

## 出演
TV
- NHKテレビ「水彩画技法講座」1972年